# Gran Khingan
La serralada del Gran Khingan (xinès simplificat: 大兴安岭; tradicional: 大興安嶺 pinyin: Dàxīng'ānlǐng; manxú: Amba Hinggan), també conegut com a Gran Hing'an o Gran Hinggan és una serralada volcànica de la Mongòlia Interior a la Xina. S'estén per una longitud de 1.200 km del nord al sud, i s'estreny cap al sud. Divideix les planes del nord-est de la Xina de la plana Mongola (a l'oest). Té una altura mitjana de 1.200 a 1.300 metres però el punt més alt és a 2.035 metres. Té una densa vegetació. La flora és la dauriana, de transició entre la siberiana i la manxuriana.
Fou la regió del poble dels Khitan que va emergir abans d'establir la dinastia Liao al segle x.